# Anolis alfaroi
Anolis alfaroi este o specie de șopârle din genul Anolis, familia Polychrotidae, descrisă de Orlando H. Garrido și S.Blair Hedges în anul 1992. Conform Catalogue of Life specia Anolis alfaroi nu are subspecii cunoscute.